# Каштаньеда, Фернан Лопеш де
Ферна́н Ло́пеш де Каштанье́да (порт. Fernão Lopes de Castanheda; 1500, Сантарен — 1559, Коимбра) — португальский средневековый историк, известный созданием многотомного труда História do descobrimento e conquista da Índia pelos Portuguezes (История открытия и завоевания Индии португальцами), переведённого в XVI веке на европейские языки.

## Биография
Известно, что Фернан Лопеш де Каштаньеда родился в семье португальского офицера, который был назначен судьёй в Гоа. В 1528 году Каштаньеда последовал в Португальскую Индию и Молуккские острова за отцом. Там он провёл 10 лет, собирая материал для своей будущей книги. В 1538 году Каштаньеда вернулся в Португалию, где получил позицию администратора (лат. pedellus, bidellus) в университете Коимбра.
В Коимбре Каштаньеда начал публиковать «Историю открытия и завоевания Индии португальцами», первый том был издан двумя редакциями в 1551 и 1554 годах. Ещё 6 томов были изданы при жизни Кастаньеда, и 3 — уже после его смерти. После публикации первых 8 томов, Екатерина Австрийская, королева-регент Португалии, под давлением дворянских кругов, недовольных объективностью Кастаньеды, наложила запрет на публикацию последних томов — 9-го и 10-го.
Книги Каштаньеды, полные географических и этнографических описаний, были переведены на европейские языки — французский, испанский (1554), итальянский (1578) и английский (1582).